# La Destruction de Dresde
La Destruction de Dresde est un livre de David Irving publié en France en 1964 par Robert Laffont, dans la collection Ce jour-là : 13 février 1945. Il fut publié aussi par les éditions J'ai lu, Leur aventure, no 146/147, 1970, dans un format de poche. 
Le sujet du livre est le bombardement de Dresde le 13 février 1945.
L'édition originale en langue anglaise parue en 1963 sous le titre The Destruction of Dresden par William Kimber and Co a été traduite par Jean-Daniel Katz. 
La couverture est illustrée d'une photographie d'une statue de l'hôtel de ville se profilant sur une vue de la ville en ruine. 

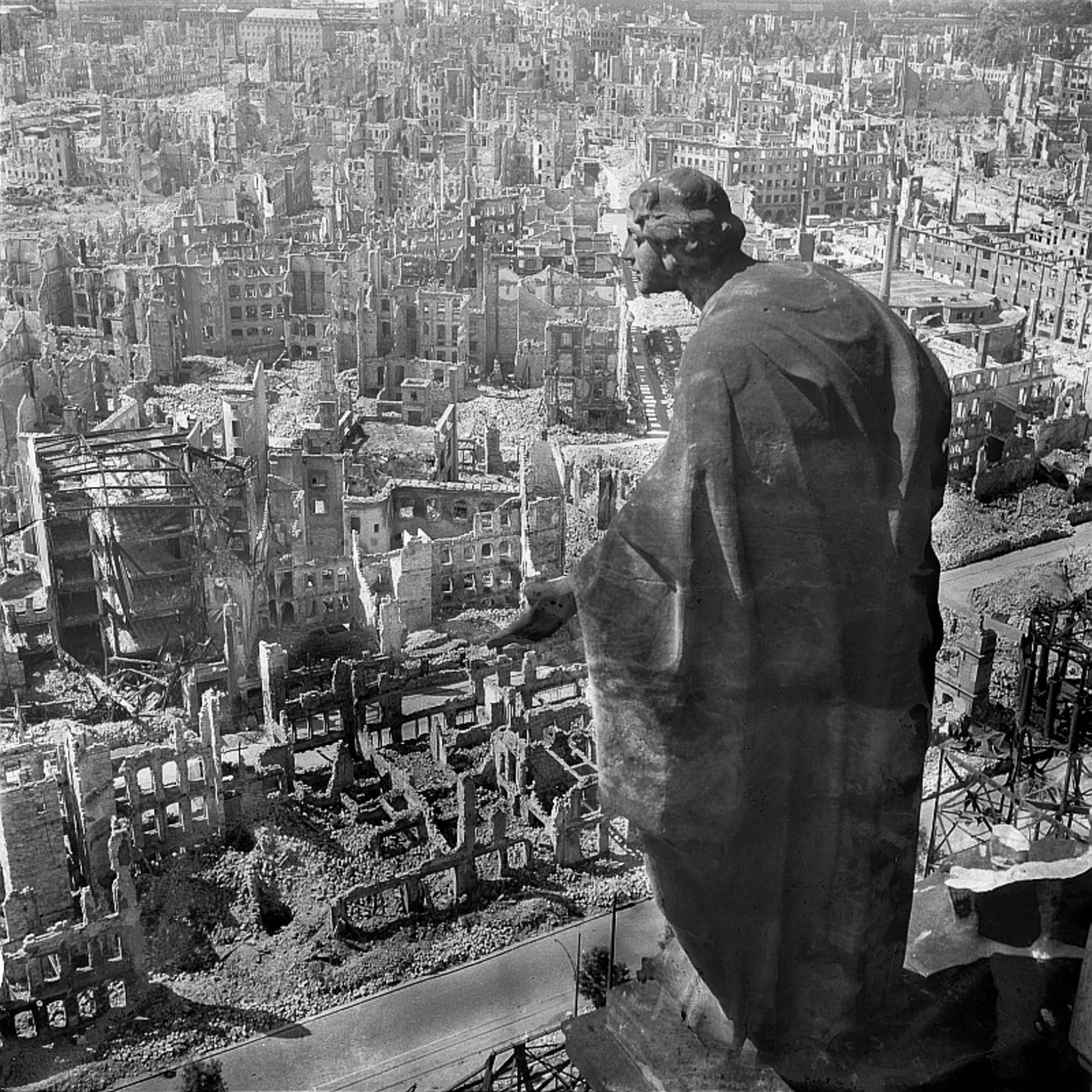
Dresde en 1945

Cet ouvrage qui comporte un avant-propos de Sir Robert Saundby (en) est un des premiers livres de David Irving qui est un partisan du négationnisme.